# Ербио
Ербио († сл. 808) е франкси благородник от края на 8 и началото на 9 век.

## Произход
Той е син на граф Геролд от Винцгау († сл. 784), прародителят на родовете Геролдони и Удалрихинги, и на Има (Ема) († 784/786), дъщеря на алеманския dux Хнаби от род Агилолфинги и род Ахалолфинги от Бавария. Брат е на Хилдегард († ок. 785), която се омъжва за Карл Велики, и на граф Геролд Млади († 799) и граф Адриан († 822).
Ербио е споменат в документ от 808 г., че прави дарения на манастира Вайсенбург в Елзас.

## Фамилия
Ербио се жени вероятно за сестрата на Вилхелм от Аквитания, граф на Тулуза. Техните деца са:
- Евгения, 808 доказана
- Одо (също Уадо) († X 834), граф на Орлеан, който е баща на Ирментруда Орлеанска († 869), която 842 г. се омъжва за император Карл II Плешиви (Каролинги).
- Вилхелм († X 834), първият граф на Блоа